# Karolína Stuchlá
Karolína Stuchlá (Děčín, República Checa; 23 de febrero de 1994) es una jugadora de tenis checa.
Su mejor clasificación en la WTA fue la número 669 del mundo, que llegó el 23 de febrero de 2015. En dobles alcanzó número 97 del mundo, que llegó el 12 de septiembre de 2016. Hasta la fecha, no ha ganado ningún título individual, pero si trece títulos de dobles en el ITF tour.
Stuchlá hizo su debut en la WTA en el torneo de Nürnberger Versicherungscup 2015 en el cuadro de dobles, asociada con Lenka Kunčíková.